# Knölnäbbad fruktduva
Knölnäbbad fruktduva (Ptilinopus insolitus) är en fågel i familjen duvor inom ordningen duvfåglar.

## Utseende och läte
Knölnäbbad fruktduva har en unik kombination av en stor röd knöl ovan näbben, en stor orangefärgad fläck på buken och grå fläckar på skuldrorna. Den kan möjligen misstas för en rödvårtig kejsarduva men är mycket mindre och har lysande grön kropp. Lätet är dåligt känt, men ibland avges ett udraget fyrtonigt "whooOOoo-hu-ooo-huu".

## Utbredning och systematik
Knölnäbbad fruktduva delas in i två underarter:
- Ptilinopus insolitus insolitus – förekommer i Bismarckarkipelagen
- Ptilinopus insolitus inferior – förekommer i St Matthiasöarna (Mussau och Emira)

## Levnadssätt
Knölnäbbad fruktduva hittas endast i låglänta skogar, framför allt områden med igenväxande ungskog. Där ses den ofta sitta i det öppna men kan vara märkligt väl kamouflerad.

## Status
Arten har ett begränsat utbredningsområde, men beståndet anses vara stabilt. IUCN kategoriserar den som livskraftig.